# Men tro

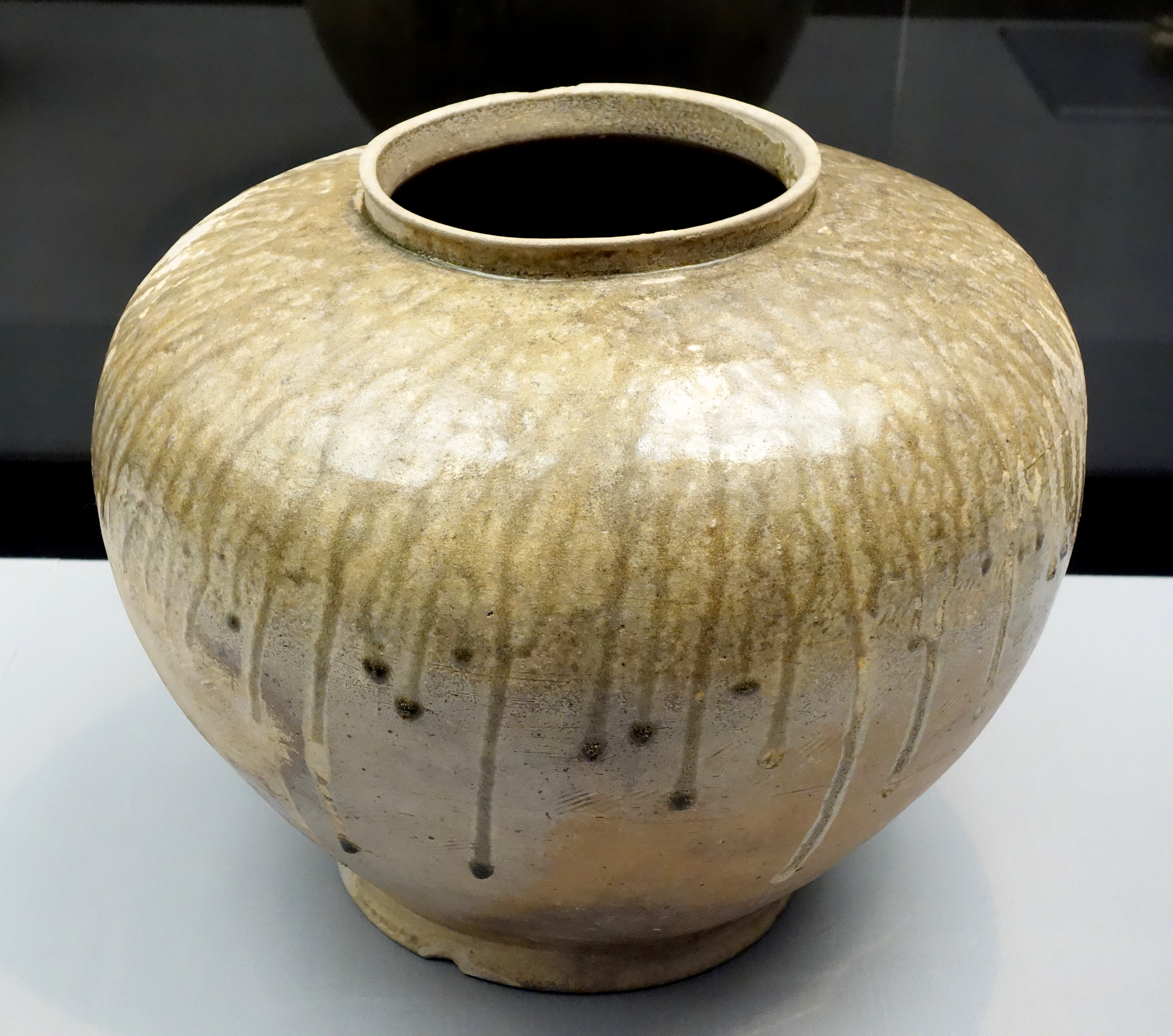
Chum men tro, đồ gốm Sanage, thế kỷ 9, Bảo tàng Quốc gia Tokyo.

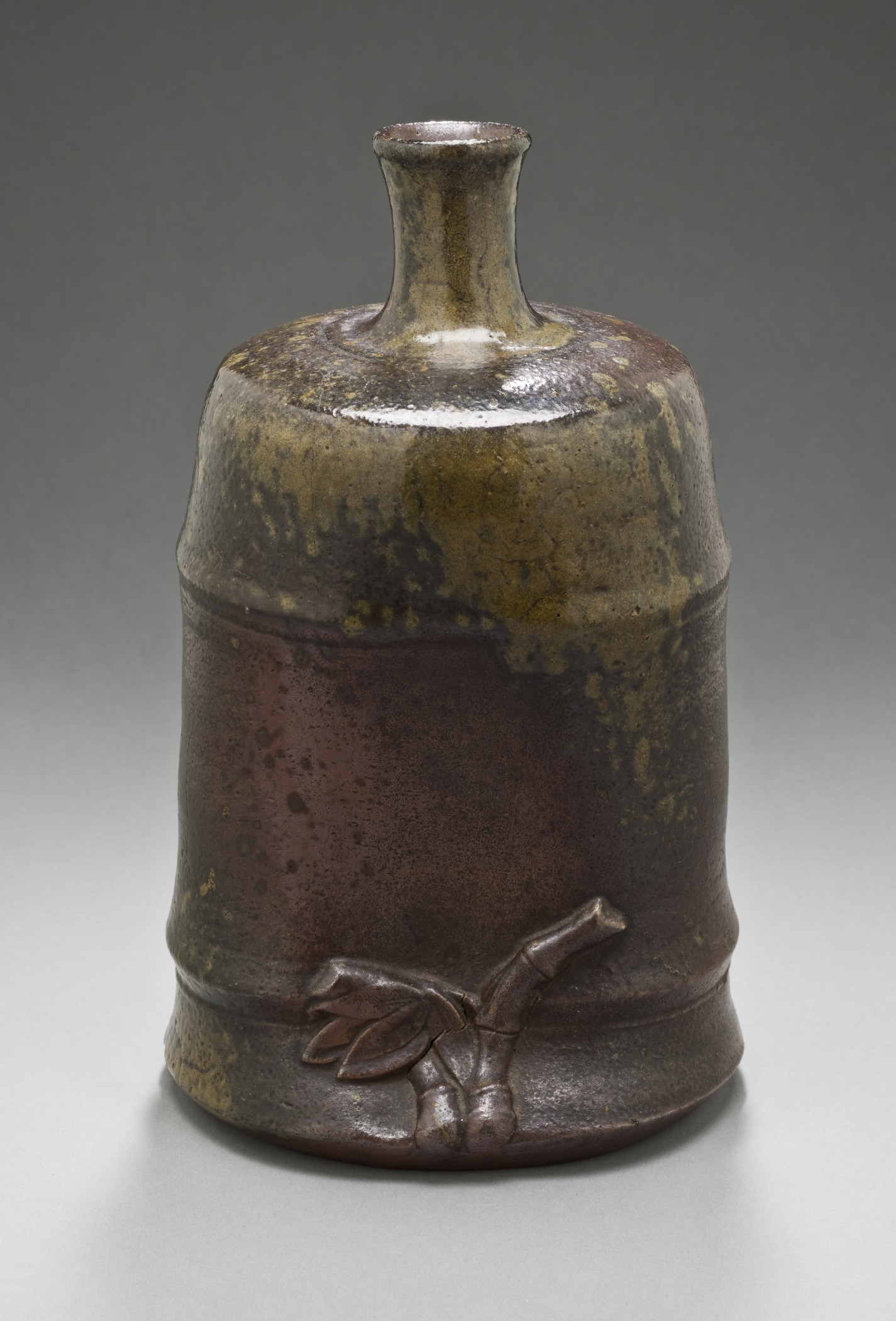
Bình đựng rượu sake (tokkuri) dưới dạng lóng trúc, với men tro "xuất hiện tự nhiên", chủ yếu đọng lại trên phần vai. Nhật Bản, thế kỷ 18.

Men tro là một thể loại men gốm được làm từ tro của các loại củi, gỗ, rơm, rạ, trấu, cỏ khác nhau. Trong quá khứ, chúng từng là loại men gốm quan trọng ở Đông Á, đặc biệt là trong đồ gốm Trung Quốc, đồ gốm Triều Tiên và đồ gốm Nhật Bản. Nhiều thợ gốm theo chủ nghĩa truyền thống của các lò gốm Đông Á vẫn sử dụng men tro, cũng như nó nhận được sự hồi sinh lớn trong các xưởng gốm nghệ thuật ở cả phương Tây và phương Đông. Thông thường thì tro được trộn lẫn với nước và đất sét thành một dạng hồ rồi quét lên đồ gốm mộc. Tuy nhiên, một số thợ gốm còn mong muốn đạt được các hiệu ứng ngẫu nhiên bằng cách thiết kế, sắp đặt lò nung để tro sinh ra từ quá trình nung rơi vào đồ gốm đang nung; và họ gọi kiểu tráng men tro này là men tro "tự nhiên" hay "xuất hiện tự nhiên".
Tráng men tro đã bắt đầu vào khoảng năm 1500 TCN tại Trung Quốc trong thời nhà Thương, có thể hình thành ngẫu nhiên do tro từ gỗ cháy trong lò nung rơi vào các đồ gốm đang nung. Vào khoảng năm 1000 TCN, người Trung Quốc dường như đã nhận ra rằng tro che phủ lên vật gốm tạo thành lớp men vì thế họ đã bắt đầu thêm tro như là một loại men trước khi đưa đồ gốm vào lò nung. Men tro là loại men đầu tiên được sử dụng tại Đông Á, và nó chỉ chứa tro, đất sét và nước.
Một trong số các chất trợ chảy gốm trong men tro là canxi oxit, thường được gọi là vôi sống, và phần lớn men tro là một phần của họ men vôi, trong đó không phải loại men nào cũng sử dụng tro. Trong một số loại men tro thì người ta còn thêm vôi vào tro, như trong đồ gốm Việt Châu. Nhiệt độ tương đối cao, tới khoảng 1.170 °C (2.140 °F) là cần thiết, đủ cao để chuyển xương gốm thành đồ sành hoặc trên 1.200 °C (2.190 °F) kèm theo là loại vật liệu làm gốm phù hợp để chuyển thành đồ sứ.

## Bề ngoài

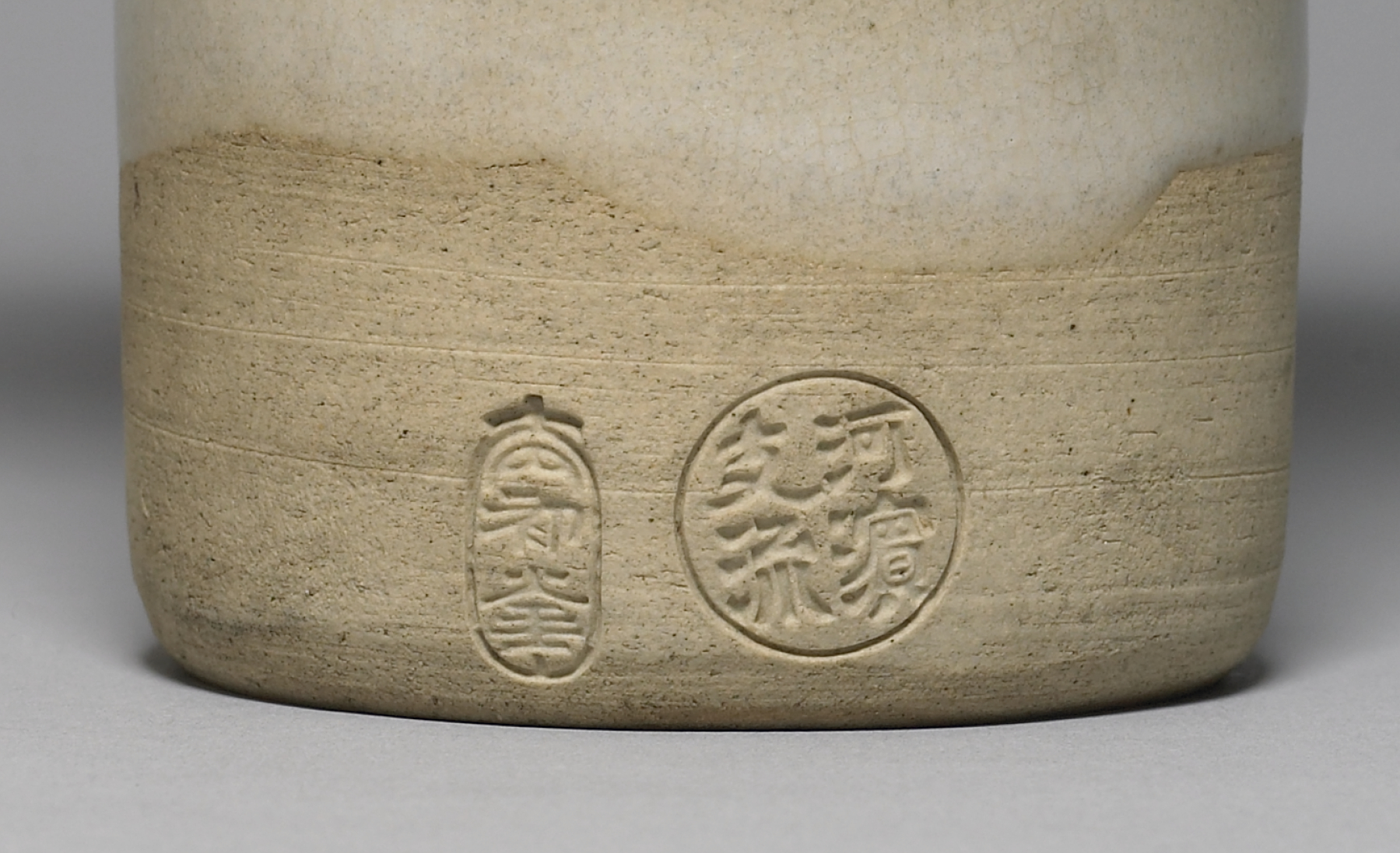
Men tro từ rơm chảy xuống trên bề mặt đồ gốm (phần trên), Nhật Bản, 1852.

Men gốm có các đặc điểm giống như thủy tinh và tụ đọng (tích tụ men) tạo ra sự nhấn mạnh lên kết cấu bề mặt của sản phẩm được tráng men. Khi men chủ yếu được tạo thành từ tro gỗ, kết quả cuối cùng chủ yếu là màu nâu sẫm đến xanh lục. Những chiếc bồn hay chậu tráng men này giống như đất về màu sắc và kết cấu. Khi tỷ lệ tro giảm xuống, các nghệ nhân có nhiều sự kiểm soát hơn đối với màu sắc và màu men cuối cùng, khi sử dụng gỗ thì đạt được các sắc thái khác nhau từ sáng đến sẫm của màu nâu hoặc xanh lục, nếu như không có chất tạo màu nào khác được thêm vào. Men tro rơm rạ lúa tạo ra nước men màu trắng kem đục; nó chứa nhiều silica. Nếu lớp tro quá dày thì có thể có đủ photpho để tạo ra "màu xanh lam trắng đục"; và tro từ trấu gạo là rất tốt cho mục đích này.
Men tro "tự nhiên" từ tro rơi trong lò nung có xu hướng tụ thành lớp dày trên vai của các bình chứa với các hình dạng điển hình, và bắt đầu nhỏ giọt xuống theo thành bình. Hiệu ứng này có thể được hỗ trợ bằng cách buộc các con cúi bằng rơm quanh vai đồ gốm trước khi cho nó vào lò nung.

## Sản xuất tro
Để tạo ra tro, nguyên liệu đầu vào (củi, gỗ, rơm, rạ, trấu, cỏ) phải được đốt cháy hoàn toàn trong lò hay trong bếp. Tro gỗ có trọng lượng khoảng 1% trọng lượng gỗ ban đầu, nhưng một số loại rơm rạ để lại lượng tro với tỷ lệ phần trăm cao hơn tính theo trọng lượng nguyên liệu ban đầu. Thông thường, một lượng lớn củi, gỗ hay rơm rạ là cần thiết để sản xuất tro. Tro sau đó được sàng để loại bỏ các cục tro quá to. Từ thời điểm này trở đi, các nghệ nhân có thể tiếp tục gia công tro để tạo ra hỗn hợp đồng nhất hơn hoặc không gia công gì thêm để có các kết quả cuối cùng ngẫu nhiên hơn. Để xử lý tro, đầu tiên nước được thêm vào hỗn hợp tro và để lắng đọng trong vài giờ. Dung dịch được rút cạn và làm khô và kết quả là tro chứa ít các hóa chất độc hại hơn (như một số hợp chất kiềm K, Na hòa tan trong nước).
Một loạt các loại thực vật từng được sử dụng làm men tro, và các thành phần hóa học khác nhau trong tro của chúng có thể tạo ra những hiệu ứng rất khác biệt.

## Khoa học về men tro
Phần lớn tro củi gỗ chủ yếu chứa canxi cacbonat, được sử dụng trong nhiều công thức tạo men khác nhau. Tro cũng chứa kali cacbonat, các photphat và nhiều kim loại khác; tuy nhiên, do tỷ lệ phần trăm các nguyên tố hóa học này có trong tro phụ thuộc vào từng địa phương, kiểu đất và loại gỗ sử dụng làm tro. Thành phần hóa học thay đổi của tro được dùng làm men tạo ra các kết quả rất khác biệt tùy theo từng mẻ nung. Bên cạnh đó, ngay cả hai vật được quét hay tráng men từ cùng một mẻ men cũng có thể có các kết quả rất khác biệt, do tro không được làm sạch hoặc phối trộn kỹ thì hỗn hợp men tro có thể không nhất quán về thành phần hóa học.

## Hiện tại
Các loại men tro hiện nay thường chứa ít hơn 50% tro gỗ so với khi phần lớn các loại men là men tro. Việc giảm tỷ lệ tro là để các nghệ nhân phần nào kiểm soát được hóa chất tạo ra men và kết quả của việc tráng loại men đó. Hiện nay, đồ tráng men tro hầu hết được các nghệ nhân sử dụng như một loại công cụ trang trí, nhưng một số vẫn sử dụng đồ gốm men tro. Trong đồ gốm Triều Tiên, men tro truyền thống chỉ bao gồm tro và nước được sử dụng để làm đồ gốm gia dụng như bát, đĩa, cốc, chén và ấm trà.